# Марьинский бульвар
Ма́рьинский бульва́р — бульвар в Юго-Восточном административном округе города Москвы на территории района Марьино.
Построен в связи со строительством новых жилых микрорайонов в Марьино в 1995 году. До строительства на территории Марьинского бульвара находились Люблинские поля аэрации. В западной части начинается от Люблинской улицы и является продолжением проходящего в старой части Марьино Новочеркасского бульвара. На востоке упирается в Братиславскую улицу.

## Происхождение названия
Бульвар назван по району Марьино, будучи задуманным как горизонтальная артерия соединяющая старые части района с новыми, и являющаяся одним из важных транспортных путей. Назван (название утверждено) 14 февраля 1995 года.

## История
Первые планы строительства появились вместе с постановлением правительства Москвы от 24 марта 1993 г. N 244: «О подготовке и застройке территории Люблинских полей фильтрации». Была построена в течение двух лет и затем, в феврале 1995 года, была торжественно открыта.

## Здания и сооружения

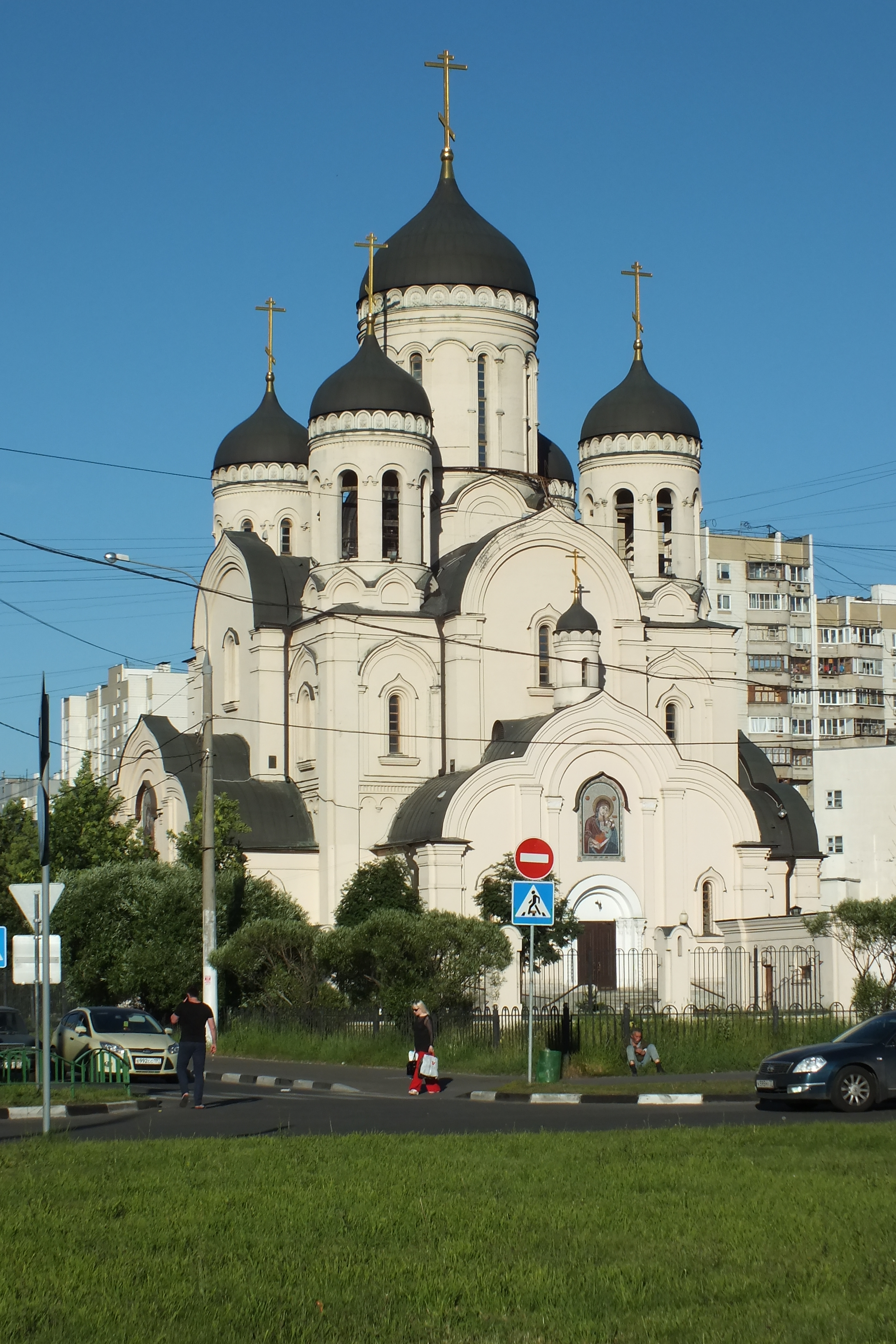
Храм иконы Божией Матери «Утоли моя печали» в Марьине

Дом № 1 — храм иконы Божией Матери «Утоли моя печали». Храм пятикупольный в стиле русского классицизма XIX века, построен в 1999—2001 годах по проекту архитектора А. Н. Оболенского. Главный купол — в центре, четыре расположены симметрично относительно него, образуя квадрат. Храм имеет две колокольни. Главный престол — иконы Божией Матери «Утоли моя печали».

## Расположение
Бульвар протянулся от станции метро Марьино, являясь продолжением Новочеркасского бульвара, до Братиславской улицы. Между проезжими частями почти на всём протяжении бульвара располагаются Восточные Марьинские пруды.